# 泰奥·安当
泰奥·安当（法語：Téo Andant，1999年7月21日—），法国男子田径运动员，2022年欧洲田径锦标赛男子4×400米接力铜牌得主、2023年欧洲室内田径锦标赛男子4×400米接力银牌得主、2023年世界田径锦标赛男子4×400米接力银牌得主。